# Turóckárolyfalva
Turóckárolyfalva (szlovákul Karlová) község Szlovákiában, a Zsolnai kerületben, a Turócszentmártoni járásban.

## Fekvése
Turócszentmártontól 16 km-re délre fekszik.

## Története
A települést 1272-ben „Wyfalu” néven említik először. 1279-ben a prónai Recsko család birtoka. 1331-ben Károly, későbbi kosúti nemes birtoka. 1406-ban „Karlova seu Karulhaza”, 1489-ben „Karlova”, 1548-ban „Karolyowawez”, 1552-ben „Karlova”, „Carolfalva” alakban szerepel a korabeli forrásokban. 1557-ben 4 család lakott itt. 1600-tól a 19. századig a Beniczky családé. 1715-ben 10 családja volt. 1785-ben 19 házában 147 lakos élt.
A 18. század végén Vályi András így ír róla: „KÁROLYFALVA. Karlove. Tót falu Túrocz Várm. földes Ura Benyiczky Uraság, lakosai leg inkább evangelikusok, fekszik Kis Szóczóczhoz közel, mellynek filiája. Ez 1793-ban tűz által meg égett, de ismét szépen fel építtetett, az Vármegyének gondoskodása által, hajdan Újfalunak neveztetett. Földgye jó, réttye és legelője tsekély, piatzozása közel Mosóczon.”
1828-ban 20 háza és 112 lakosa volt. Lakói mezőgazdasággal, gyógyolaj készítéssel és árusítással foglalkoztak.
Fényes Elek 1851-ben kiadott geográfiai szótárában így ír a faluról: „Károlyfalva, (Karlova), tót f., Thurócz m. a Blatnicza patakja mellett; 7 kath. 105 evang. lak. F. u. többen. Ut. p. Th.-Zsámbokrét.”
1904-ben az egész falu leégett. A trianoni diktátumig Turóc vármegye Turócszentmártoni járásához tartozott.

## Népessége
| Év:            | 1994. | 2004.   | 2014.   | 2024.   |
| -------------- | ----- | ------- | ------- | ------- |
| Emberek száma: | 117   | 114     | 106     | 112     |
| Eltérés:       |       | -2,56 % | -7,01 % | +5,66 % |

| Év:            | 2023. | 2024.   |
| -------------- | ----- | ------- |
| Emberek száma: | 110   | 112     |
| Eltérés:       |       | +1,81 % |

1910-ben 114, túlnyomórészt szlovák lakosa volt.
2001-ben 110 lakosából 109 szlovák volt.
2011-ben 108 lakosából 105 szlovák.

## Külső hivatkozások
- E-obce.sk Archiválva 2009. november 13-i dátummal a Wayback Machine-ben
- Községinfó
- Turóckárolyfalva Szlovákia térképén